# Intensiteit (natuurkunde)
In de natuurkunde is intensiteit de tijdsgemiddelde fluxdichtheid van energie. Dit is een vector met als grootte het vermogen per oppervlakte-eenheid. Deze vector is gelijk aan de energiedichtheid ten opzichte van volume, vermenigvuldigd met de snelheid waarmee de energie beweegt. De grootheid wordt het meest gebruikt bij golfverschijnselen.
De intensiteit wordt over het algemeen weergegeven in W/m2 of lux.
Als een puntbron energie uitstraalt in drie dimensies, zal de intensiteit afnemen met het kwadraat van de afstand, mits er geen energie verloren gaat.

## Mathematische beschrijving
Wanneer een puntbron energie uitstraalt en deze energie in alle richtingen gelijkmatig verdeeld wordt, is de intensiteit (uitgedrukt in energie per seconde per vierkante meter) omgekeerd evenredig met de afstand tot de puntbron als gevolg van de wet van energiebehoud. Het vermogen (uitgedrukt in energie per seconde) dat door de puntbron wordt uitgestraald kan dan worden berekend aan de hand van de vergelijking:
{\displaystyle P=\int I\,dA}
waarbij P het door de puntbron afgegeven vermogen  is, I de intensiteit op een bepaald punt en dA een differentiaalelement van een afgebakende ruimte die in het midden de lichtbron bevat. Als deze ruimte bijvoorbeeld een bol is, komt de vergelijking er als volgt uit te zien:
{\displaystyle P=|I|\cdot A_{opperv}=|I|\cdot 4\pi r^{2}\,}
waarbij I nog steeds aangeeft en r de straal van de bol. De vergelijking {\displaystyle A_{opperv}=4\pi r^{2}} drukt de totale oppervlakte van de bol uit. Met I als uitkomst komt de vergelijking er als volgt uit te zien:
{\displaystyle |I|={\frac {P}{A_{opperv}}}={\frac {P}{4\pi r^{2}}}}
Alles wat energie overdraagt heeft op deze manier een verbonden intensiteit. Als bij een elektromagnetische golf E de amplitude is van het elektrische veld, kan de gemiddelde energiedichtheid van de golf als functie van de tijd worden uitgedrukt door de vergelijking
{\displaystyle \left\langle U\right\rangle ={\frac {n^{2}\epsilon _{0}}{2}}|E|^{2}},
en de intensiteit I door te vermenigvuldigen met de golfsnelheid, {\displaystyle c/n}:
{\displaystyle I={\frac {cn\epsilon _{0}}{2}}|E|^{2}},
waarbij n de brekingsindex, {\displaystyle c} de lichtsnelheid in vacuüm en {\displaystyle \epsilon _{0}} de vacuümpermittiviteit is.
De bovenstaande vergelijkingen gaan niet op voor elektromagnetische velden die geen straling uitzenden, zoals evanescente golven. In dit geval wordt intensiteit gedefinieerd als de magnitude van de Poynting-vector.

## Alternatieve definities
In de fotometrie en de radiometrie wordt intensiteit omschreven als de hoeveelheid licht- of stralingsenergie per ruimtehoek. In de optica wordt met intensiteit elke vorm van stralingsintensiteit of lichtintensiteit bedoeld. De term stralingsdichtheid wordt soms ook gebruikt als synoniem voor intensiteit, met name in de astronomie en bij het berekenen van warmteoverdracht.